# Paussac-et-Saint-Vivien
 Paussac-et-Saint-Vivien  (en occitano ) es una población y comuna francesa, situada en la región de Aquitania, departamento de Dordoña, en el distrito de Périgueux y cantón de Montagrier.

## Demografía
| 510 | 474 | 477 | 399 | 383 | 393 |
| Para los censos de 1962 a 1999 la población legal corresponde a la población sin duplicidades (Fuente: INSEE [Consultar]) |     |     |     |     |     |